# Powiat Soldin

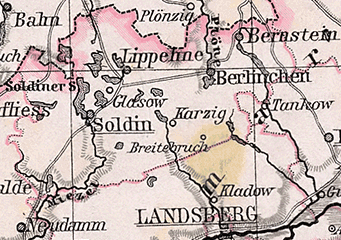
Powiat w 1905

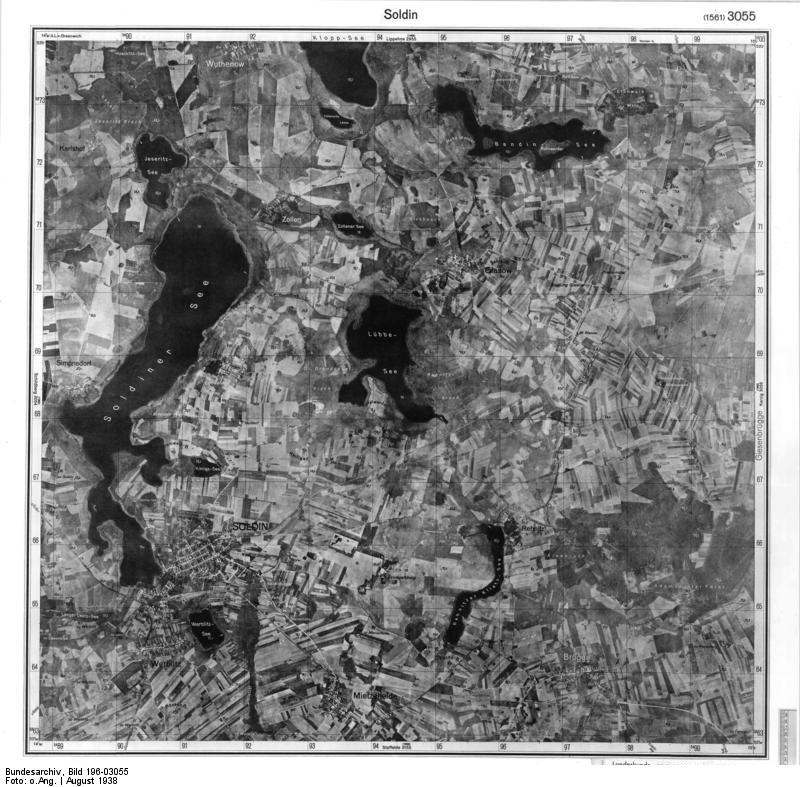
Zdjęcie lotnicze z 1938

Powiat Soldin (niem. Landkreis Soldin, Kreis Soldin; pol. powiat myśliborski) – były powiat w pruskiej rejencji frankfurckiej, w prowincji Brandenburgia. Istniał w latach 1818–1945. Teren dawnego powiatu leży obecnie w Polsce, w województwie zachodniopomorskim.
1 stycznia 1945 w skład powiatu wchodziły:
- 4 miasta: Barlinek (Berlinchen), Pełczyce (Bernstein), Lipiany (Lippehne) i Myślibórz (Soldin);
- 61 gmin liczących po mniej niż 2 000 mieszkańców;
- 1 majątek junkierski (Forsten).

Siedziba landratu znajdowała się w Soldinie.
Na terenie powiatu znajdowały się 3 sądy rejonowe (Amtsgerichte): w Barlinku, Lipianach i Myśliborzu. Sądem wyższej instancji był dla nich Landgericht w Gorzowie, zaś dla tego - Kammergericht w Berlinie.